# Faruk Özlü

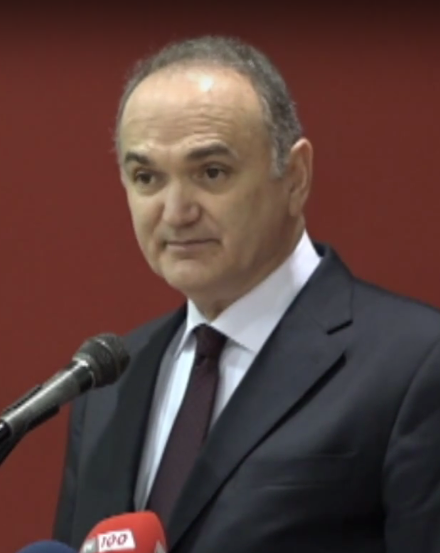
Faruk Özlü (2016)

Faruk Özlü (* 19. November 1962 in Düzce) ist ein türkischer Politiker (Partei für Gerechtigkeit und Aufschwung (AKP)) und ehemaliger Minister für Wissenschaft, Industrie und Technologie.

## Leben
An der Yıldız Teknik Üniversitesi studierte Özlü Maschinenbau bis zum Bachelor-Abschluss, woraufhin er an der İstanbul Teknik Üniversitesi sowohl seinen Master erlangte als auch promovierte. Für Weiterbildungen und Beteiligungen an diversen Projekten war er in Spanien und an der Harvard University tätig.
Özlü ist verheiratet und Vater von zwei Kindern.
Für die Parlamentswahlen 2011 trat er für seine Heimatprovinz Düzce an, schaffte aber den Einzug ins Parlament nicht, was sich in den beiden folgenden Wahlen (Juni und November 2015) nicht wiederholte. Im Kabinett Yıldırım war Özlü bis Juli 2018 Minister.